# マリー＝ジェヌヴィエーヴ・ブリアール
マリー＝ジェヌヴィエーヴ・ブリアール（Marie-Geneviève Bouliard、1763年 - 1825年10月9日）は、フランスの画家である。フランス革命後の時期に多くの人物画を描いた。

## 略歴
パリで生まれた。父親はメーヌ＝エ＝ロワール県のボジェ(Baugé)生まれの裁縫師であった。パリで女性向けの絵画教室を運営したジョセフ＝ブノワ・スヴェー(Joseph-Benoît Suvée: 1743–1807)や、ジャン＝バティスト・グルーズ、ジョゼフ・デュプレシ
、ジャン＝ジョゼフ・タイヤソンといった画家に学んだ。フランス革命の後、女性芸術家の参加が認められるようになったパリのサロンに1791年から1817年の間出展した。1791年には奨励賞(prix d'encouragement)を受賞した。1863年に出版された「革命期の美術史(Histoire de L'Art Pendant La Revolution)」で著者のジュール・ルノーヴィエ(Jules Renouvier)はブーリエは肖像画家として高く評価されていたとしている。
1905年にイギリスで出版されたウォルター・ショー・スパロー(Walter Shaw Sparrow: 1862–1940)の「Women Painters of the World」は1905年までの200人の女性画家と300点を超える女性画家の作品を掲載しているが、マリー＝ジェヌヴィエーヴ・ブーリエの作品「女優の肖像画(Portrait of an Actress, Probably Mlle. Bélier)」が収録されている。
イヴリーヌ県のボワ＝ダルシー(Bois-d'Arcy)で没した。

## 作品

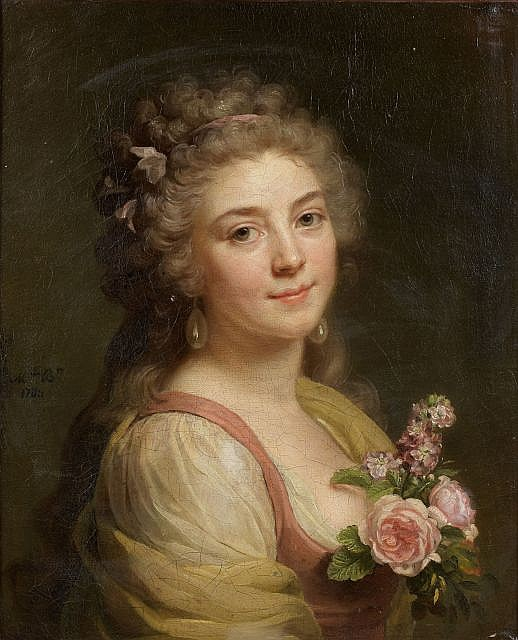
「女優の肖像画(Portrait of an Actress, Probably Mlle. Bélier)」(1785)
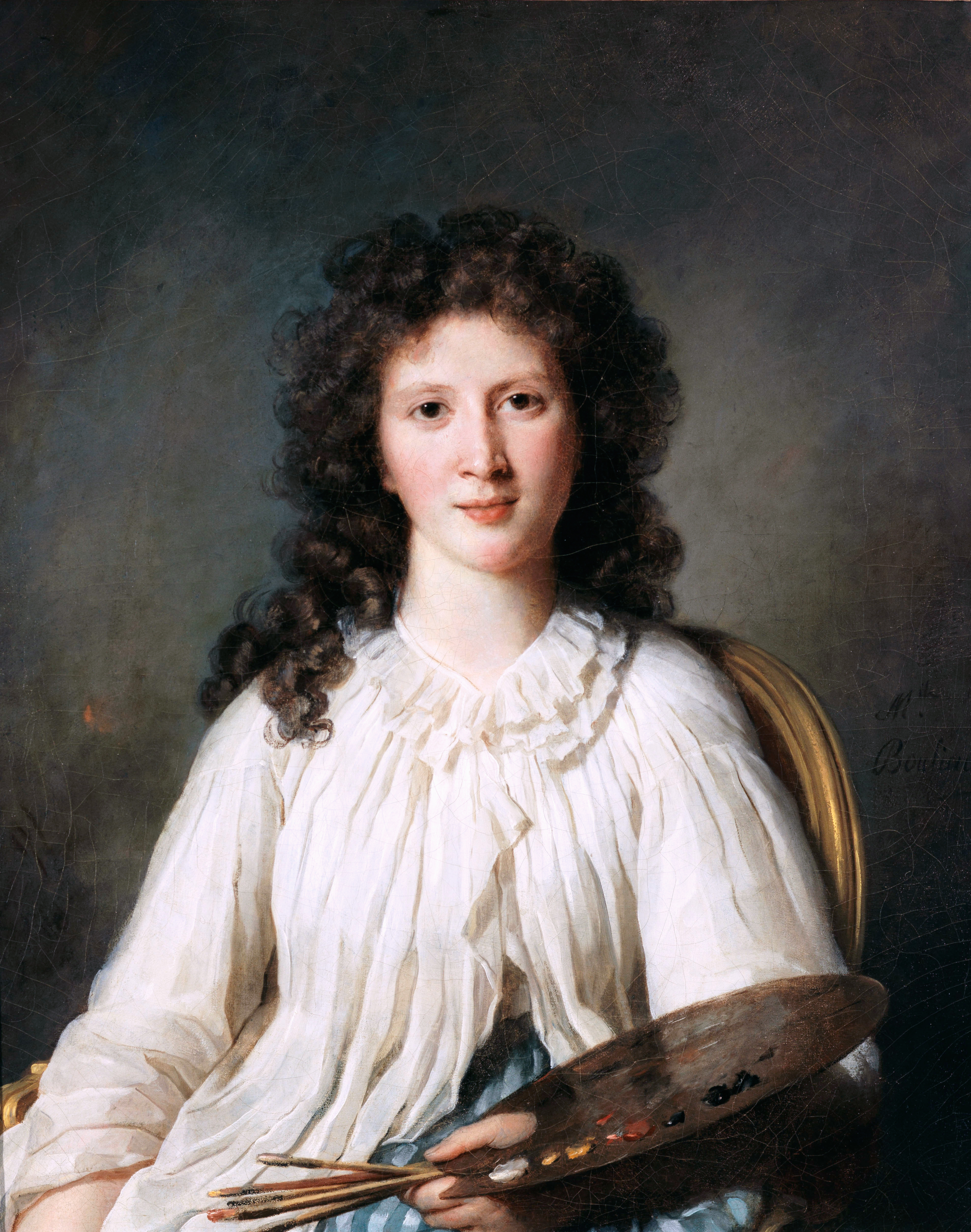
画家アデライド・ビナール (1796) カルナヴァレ博物館蔵
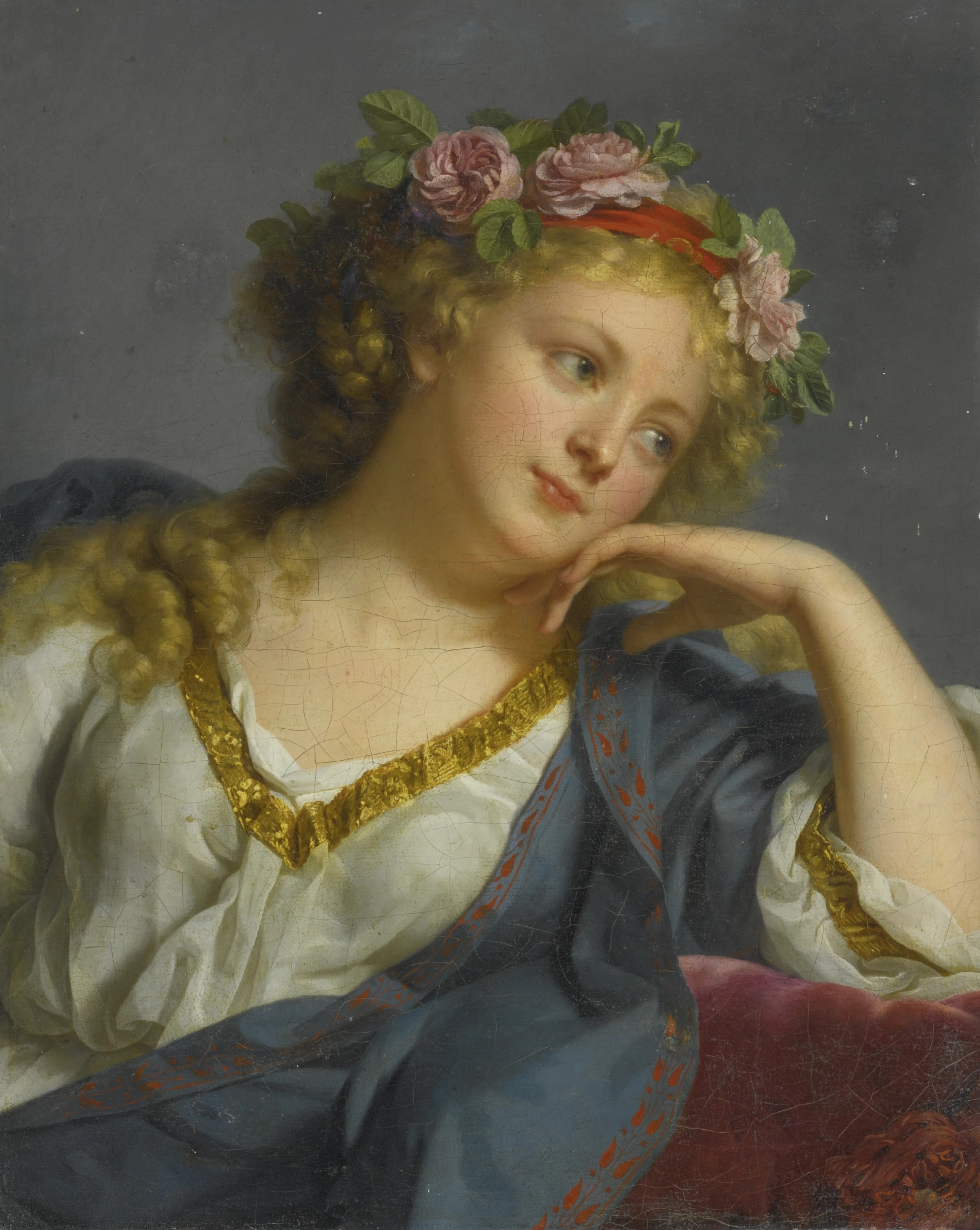
バラの髪飾りを着けた女性 個人蔵
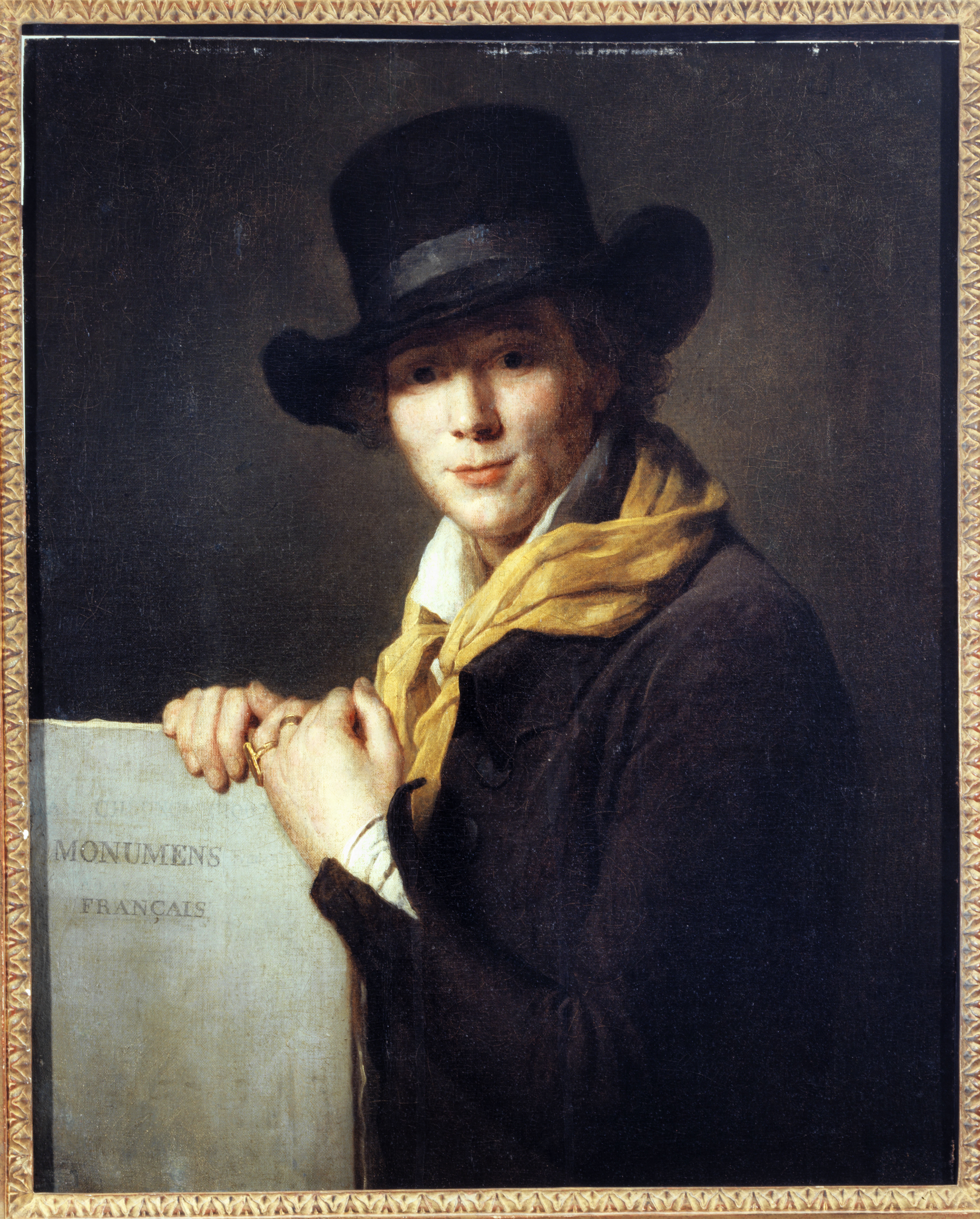
アレクサンドル・ルノワール（美術史家）(1796) カルナヴァレ博物館蔵